# Megiddo – Mother North in the Dawn of a New Age
Megiddo – Mother North in the Dawn of a New Age, oft kurz mit Megiddo angegeben, ist die erste EP der norwegischen Metal-Band Satyricon. Sie erschien 1997.

## Entstehung
Night of Divine Power erschien ursprünglich 1993 unter dem Titel The Dark Castle in the Deep Forest auf Satyricons Debütalbum Dark Medieval Times. Das Material für Nemesis Divina, auf dem The Dawn of a New Age 1996 ursprünglich erschien, in der Zeit vom Herbst 1993 bis zum Winter 1995 geschrieben. Night of Divine Power und das Motörhead-Cover Orgasmatron wurden in den Waterfall Studios aufgenommen, Forhekset am 2. April 1996 live in Essen. Der Remix von The Dawn of a New Age durch Apoptygma Berzerk entstand im APB in Oslo. Produziert wurde die EP von Satyr im House of APB, gemastert wurde sie von H.P.

## Titelliste
1. The Dawn of a New Age (Remix durch Apoptygma Berzerk) – 5:45
2. Night of Divine Power (Neueinspielung von The Dark Castle in the Deep Forest) – 5:50
3. Forhekset (live) – 4:16
4. Orgasmatron – 4:59 (Kilmister, Burston, Gill, Campbell)

## Musikstil
Die EP enthält Samples von Root, Laibach und Morbid Angel. Beim Remix von The Dawn of a New Age und dem Cover von Orgasmatron experimentiert die Band mit elektronischer Musik.

## Rezeption
Kai Wendel vom Rock Hard war der Ansicht, mit dieser Veröffentlichung werde die Band „ihre Fan-Gemeinde in zwei Lager spalten, denn sie betreten musikalische Gefilde, in die sich bisher noch keine Black Metal-Band so konsequent vorgewagt hat. Es gehört schon eine Menge Mut dazu, aus einem Knaller wie ‚The Dawn Of A New Age‘, dem ‚Nemesis Divina‘-Opener, eine ziemlich eigenwillige Industrial-Version mit normalen Vocals mixen zu lassen. Beinharte Schwarztod-Fans werden sicher die Hände über dem Kopf zusammenschlagen und sich fragen, was das noch mit ihrer Lieblingsmusik zu tun hat. Entschädigt werden sie aber durch 'Night Of Divine Power', eine neue, äußerst brachiale Version des Klassikers ‚The Dark Castle In The Deep Forest‘ und einen Live-Mitschnitt von ‚Forhekset‘. Am Schluß der EP kommen dann noch einmal alle Elektrosound-Freaks auf ihre Kosten, vorausgesetzt, sie mögen Motörhead. Satyr & Co. nahmen sich nämlich ‚Orgasmatron‘ vor und machten aus dem Lemmy-Klassiker eine spacige Black-Industrial-Nummer, bei der mich interessieren würde, was Mr. Kilmister davon hält. Egal, viel spannender dürfte die Antwort auf die Frage werden: Was können oder müssen wir von der nächsten regulären Langrille der Norweger erwarten?“ Steve Hoeltzel von Chronicles of Chaos schrieb, der Remix von The Dawn of a New Age sei „nicht ganz so furchtbar, wie mein Sarkasmus es vermutlich klingen lässt“, er möge ihn dennoch nicht. In Night of Divine Power, der Neuaufnahme von The Dark Castle in the Deep Forest, sehe er keinen Sinn; der Klang sei etwas sauberer, sogar poliert, dafür verliere das Stück gegenüber dem Original an Atmosphäre. Die Live-Aufnahme von Forhekset klinge „schlammig“, aber besser als anhand des Begleittextes zu erwarten, allerdings gehöre das Stück zu dem faden und uninspirierten Material, das für das überbewertete Album Nemesis Divina typisch sei. Es gehe mal wieder einer der Extremen in Richtung Mainstream; er sei froh, dass er nicht für diese EP bezahlen musste.